# Pays tarasque
Le Pays tarasque, est une zone culturelle, économique et politique de la Mésoamérique, situé dans l'État du Michoacán. La région est peuplée par les Tarasques ou Purépéchas, peuple amérindien. Historiquement, le pays tarasque faisait partie du royaume du même nom, sa capitale était Tzintzuntzan.

## Terminologie: différents ethnonymes

### Purépechas
Les Purépechas actuels se désignent eux-mêmes, en langue purépecha, sous le nom de « P'urhépecha », qui est retranscrit en espagnol et en français avec l'orthographe Purépechas.
Selon Eduardo Ruíz, ce nom était utilisé longtemps avant la conquête espagnole par les Tarasques eux-mêmes pour désigner l'ensemble des habitants des quatre provinces du royaume de Michoacán, et peut se traduire par « ceux qui rendent visite » ou « les alliés ».
Pour d'autres, il n'apparaît au contraire que dans la seconde moitié du XVIe siècle , et résulte d'une incompréhension culturelle entre les Espagnols et les Tarasques : les premiers cherchèrent à savoir sous quel ethnonyme s'identifiaient les seconds, alors que, comme les autres Mésoaméricains, ils ne se désignaient qu'en tant que membre d'une cité et non d'une nation (Duverger, 2003). L'une des raisons invoquées vient de ce que chaque culture préhispanique se caractérisait par une grande diversité linguistique : les Tarasques parlaient non seulement le purépecha, mais aussi le nahuatl (parlé dans toute la Méso-Amérique), l'otomi, le mazahua et le matlatzinca[réf. nécessaire]. Plusieurs de ces groupes pouvaient vivre dans une même cité mais dans des quartiers séparés. Pour compliquer le tout, les traits culturels de la civilisation tarasque étaient nahuas[réf. nécessaire] mais la langue du pouvoir était le tarasque (la structure étatique était d'esprit nahua).
Selon la Comisión Nacional para el Desarrollo de los Pueblos Indígenas, un consensus général s'est dégagé au début du XXIe siècle pour considérer que le terme actuellement en usage (aussi bien pour les Purépechas contemporains eux-mêmes que dans les publications spécialisées récentes en espagnol) est « P'urhépecha » (en français, Purépechas) et non « Tarascos » (en français, Tarasques), qui désormais ne sert essentiellement qu'à désigner leur culture d'origine et leurs ancêtres avant l'indépendance du Mexique.

### Tarasques
L'ethnonyme «Tarasque» apparait à la fin de la première moitié du XVIe siècle. Ce sont les Espagnols qui donnèrent ce nom aux Indiens du Michoacán. Les sources ethno-historiques de l'époque coloniale divergent quant à son étymologie :
1. Selon Bernardino de Sahagún, le terme dériverait du nom de leur divinité tutélaire Taras (aussi appelé Thares Upeme, Tarex Upeme ou Turesupeme[4]), avatar local de Mixcóatl[5].
2. Pour la Relation de Michoacán[6], le dictionnaire Espagnol / Tarasque de F. Maturino Gilberti ou la Relation de la Cité de Pátzcuaro (1581) de B. J. Martínez... l'ethnonyme tarascue désignerait en purépecha soit le gendre, soit la belle-fille, soit les beaux-enfants des deux sexes, soit le beau-père, soit les beaux-parents.

### Michoaques
Les Aztèques appelaient le pays tarasque Michoacán que l'on peut traduire par : « le lieu des poissons » ou « le pays des pêcheurs ». Ce nom nahua est composé d'un radical - Mich - (de Michin : "le poisson") + un suffixe possessif -oa- : « qui à, qui possède...» + un suffixe locatif -can-. Les Nahuas appelaient donc les habitants de ce territoire les Michoaques (« ceux qui ont du poisson »).

## Géographie
Le pays tarasque est la région de montagnes volcaniques constituant l'extension ouest de la Mesa centrale du Mexique, entre deux grands fleuves : le Río Lerma et le Río Balsas. Il comprend des zones climatiques tempérées, tropicales et subtropicales, il est dominé par des volcans du Cénozoïque et des lacs situés au-dessus de 2 000 mètres d'altitude, mais comprend également des basses terres dans les régions côtières du sud-ouest. La plupart des types de sols communs sur le plateau central sont des terres volcaniques de type Andosol, Luvisol et des terres moins fertiles, de type Acrisol. La végétation est principalement constituée de pins, de sapins et de chênes. L'occupation humaine s'est concentrée sur les bassins des lacs, qui sont abondants en ressources. Dans le nord, près du Rio Lerma, il existe des ressources en obsidienne et en sources thermales. Le pays tarasque est centré autour du bassin du lac Pátzcuaro.

### Le bassin du rio Lerma
La limite septentrionale du royaume tarasque se caractérise par une succession de vallées que séparent des chaînes montagneuses. L'altitude générale tourne autour de 1500 - 2000 m. L'ensemble est irrigué par le bassin du rio Lerma, fleuve qui prend sa source dans l'État de Mexico et se déverse dans le lac de Chapala (1524 m) après un parcours de 515 km.

### La cordillère néovolcanique
Immédiatement au sud, on trouve la cordillère néovolcanique qui traverse le centre du Michoacán d'est en ouest. Le volcan Paricutin (2800 m) est un des phénomènes naturels les plus connus de cette entité géographique de 880 km de long. Le relief se présente sous la forme d'une suite interminable de montagnes entre lesquelles s'insèrent de petites vallées et des lacs  entre 1500 et 2600 m d'altitude. De par sa superficie, 111 km², le lac de Pátzcuaro (2035 m) est le plus vaste. Il se rattache au système hydrographique du rio Lerma.

### La dépression du rio Tepalcatepec
Une dépression inférieure à 1000 m borde la façade méridionale de l'Axe Néo-Volcanique. Cette limite méridionale du pays tarasque est constituée de petite collines qui délimitent en partie une plaine où coule le rio Tepalcatepec, principal affluent du rio Balsas.

### Le climat
Un climat tempéré caractérise les hautes terres du pays tarasque: les hivers sont froids et secs, les étés chauds et humides. Les variations thermiques annuelles se situent entre 0° et 22°. La végétation est dominée par les pins, les chênes et les agaves. Une atmosphère tropicale règne sur le bassin du rio Tepalcatepec: Les températures annuelles qui ne descendent pas en dessous de 20° permettent la culture du coton, du cacao, du melon, de la mangue, de la vanille, de l'ananas, de la papaye ... La région est sujette à la déforestation, notamment en raison de la forte augmentation de surfaces de culture de l'avocat.

## Culture

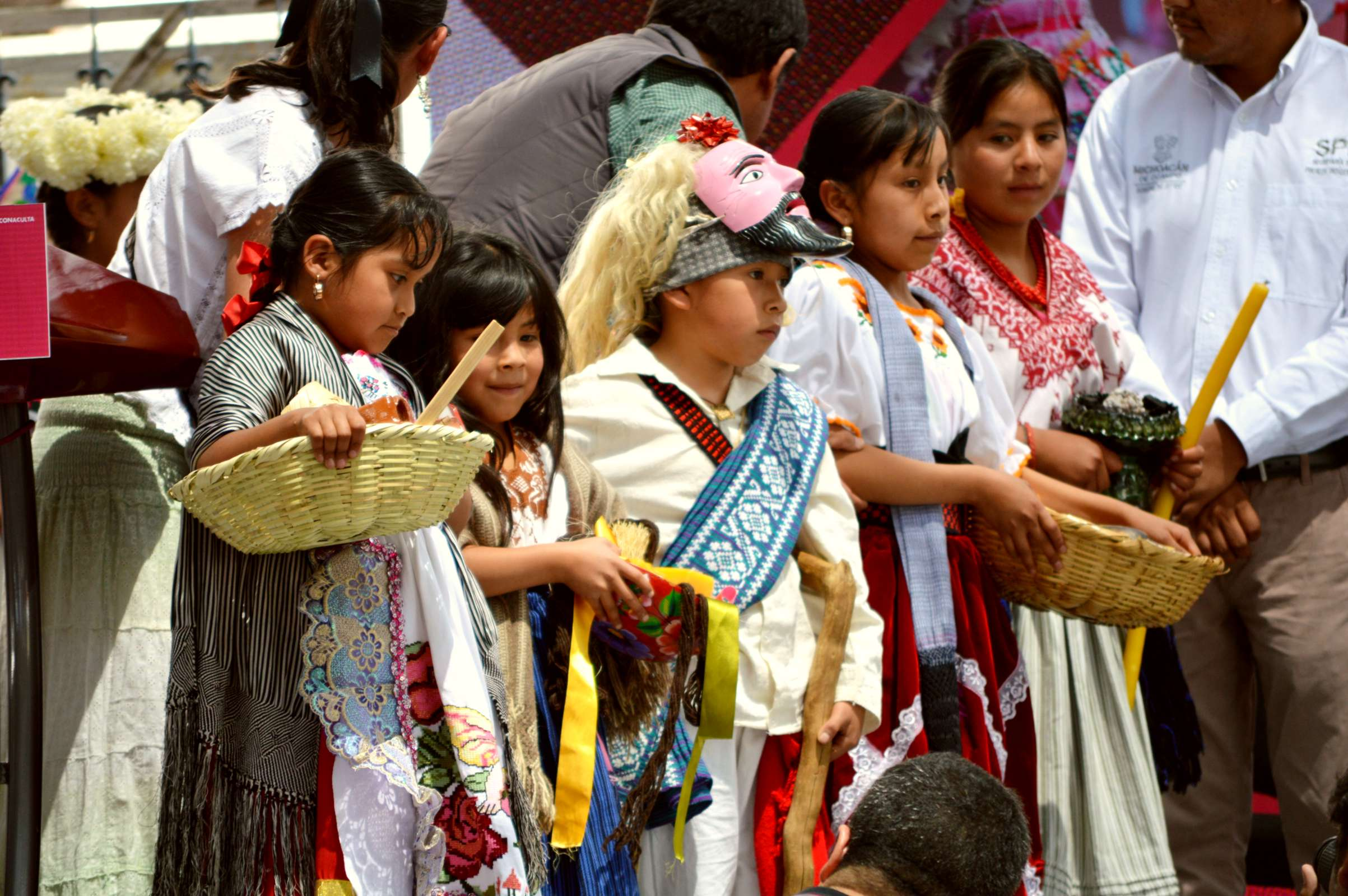
Jeunes Purépechas à un festival de musique et de danse traditionnelles, à Uruapan, la plus grande ville de la région purépecha.

### Chant
Un chant traditionnel tarasque, la pirekua, a été classé au patrimoine culturel immatériel de l'humanité de l'UNESCO le 16 novembre 2010.

### Drapeau

Le drapeau purépecha.

Le drapeau porte les couleurs violet, bleu, jaune et vert :
- le violet représente le maïs violet et la région du Zacapu (Tsakápundurhu).
- le bleu représente l'eau de'lac, la région de Patzcuaro (Japundarhu).
- le jaune représente l'énergie, la région du vallon des 11 villes (Eraxamanirhu).
- le vert représente la forêt, la région de la chaîne des montagnes (Juátarhu).